# KAMAZ-5490
KAMAZ-5490 — российский магистральный седельный тягач линейки четвертого поколения (К4), выпускаемый «КАМАЗ». Является преемником тягача КамАЗ-5460 и выпускается параллельно с ним.
Первая за всю историю существования завода модель тягача с обновлённой кабиной. Является головной в серии модельного ряда К4 с кабиной, созданной на базе кабины Mercedes-Benz Axor. Кабина К4 является первой неклассической версией КамАЗа.
За 2013—2014 годы выпущено около 600 единиц данной модели. Завершение производства в России запланировано в 2024 году. В 2020 году сообщалось о запуске сборки грузовиков в Казахстане на дочернем предприятии «КАМАЗ-Инжиниринг».

## История
КамАЗ-5490, призванный дополнить серию 5460 и создать флагманский автомобиль в сегменте, был презентован в 2011 году на выставке «КомТранс». Были закуплены чертежи кабины Mercedes-Benz Axor, выпускающегося с 2001 года.
Заводом КАМАЗ, с целью обновления модельного ряда, 15 марта 2013 года был дан старт проекту «Кабина», на заводе появился новый участок в цехе сборки.
Первый серийный автомобиль сошёл с конвейера 9 октября 2013 года, и до конца 2013 года было выпущено 93 тягача, 9 декабря 2013 года первые 20 магистральных тягачей КамАЗ-5490 были переданы их владельцам; за январь-февраль 2014 года было произведено ещё около 100 единиц.
В 2014 году планировался выпуск в 1500—2500 машин. Через три года с момента производства планируется выйти на уровень в 10 тыс. штук в год.
По факту за 2014 год было собрано около полутысячи грузовиков. В частности, 26 ноября 2014 года 50 новых тягачей поступили транспортной компании «ИТЕКО», общий объём контракта составил более 200 млн руб.
В декабре 2014 года была выпущена опытно-промышленная партия грузовиков семейства модели: седельный тягач КамАЗ-65206 и бортовой грузовик КамАЗ-65207 с колёсной формулой 6х4.
Прогноз по выпуску на 2015 году был объявлен в количестве около 5500 единиц.

## Производство, степень локализации
Заводом было заявлено, что мероприятия по локализации производства модели позволят со временем довести её уровень до 60 %.
С начала производства завод сам изготавливает раму и некоторые элементы шасси, шины закупает у Нижнекамскшина. Внешний пластиковый обвес кабины — полностью российского производства.
Компоненты салона доставляют из-за рубежа, кроме сидений Grammer — они выпускаются в особой экономической зоне Алабуга.
Рулевое управление фирмы ZF, тормозная система Knorr-Bremse.
Коробка передач, устанавливаемая на КамАЗ-5490, полностью импортная. Изготавливаемая СП «ЦФ-КАМА» в Набережных Челнах КПП не подходит двигателю Daimler OM 457LA из-за его высокого крутящего момента и наличия электронной системы распределения оборотов, а также низкой надёжности российской коробки передач в условиях повышенных оборотов двигателя.
Летом 2015 года, в рамках мероприятий по повышению локализации производства, на прессово-рамном заводе КАМАЗа была введена в эксплуатацию линия мелко-узловой сварки кабинных каркасов, расположенная в цехе сборки-сварки кабин и занимающая 1700 м²., проектная производительность — 40 комплектов каркасов в смену, штат линии 2224 сотрудника. Внедрение линии позволило снизить затраты на 120 тыс. рублей при изготовлении каждой кабины. Создание штампового производства деталей кабин изначально не планировалось, поскольку завод планирует через какое-то время создать свой образец.
Отмечается, что даже при достигнутой степени локализации КамАЗы нового поколения стоят дешевле европейских аналогов.

## Технические характеристики
Характеристики зависят от типа устанавливаемого двигателя, конструкторами Daimler (при участии конструкторов КАМАЗа) разработаны два варианта:
- 8-цилиндровый дизельный мотор КамАЗ-740.75-440 объёмом 11,76 л., мощностью 440 л. с. Комплектуется 12-ступенчатой несинхронизированной КПП ZF-AS-Tronic 12AS-2131.
- 6-цилиндровый турбодизель Mercedes-Benz OM 457LA с электронной системой турбонаддува и промежуточным охлаждением воздуха мощностью 428 л. с. Комплектуется 16-ступенчатой синхронизированной АКПП ZF 16S-2221.

## Модификации

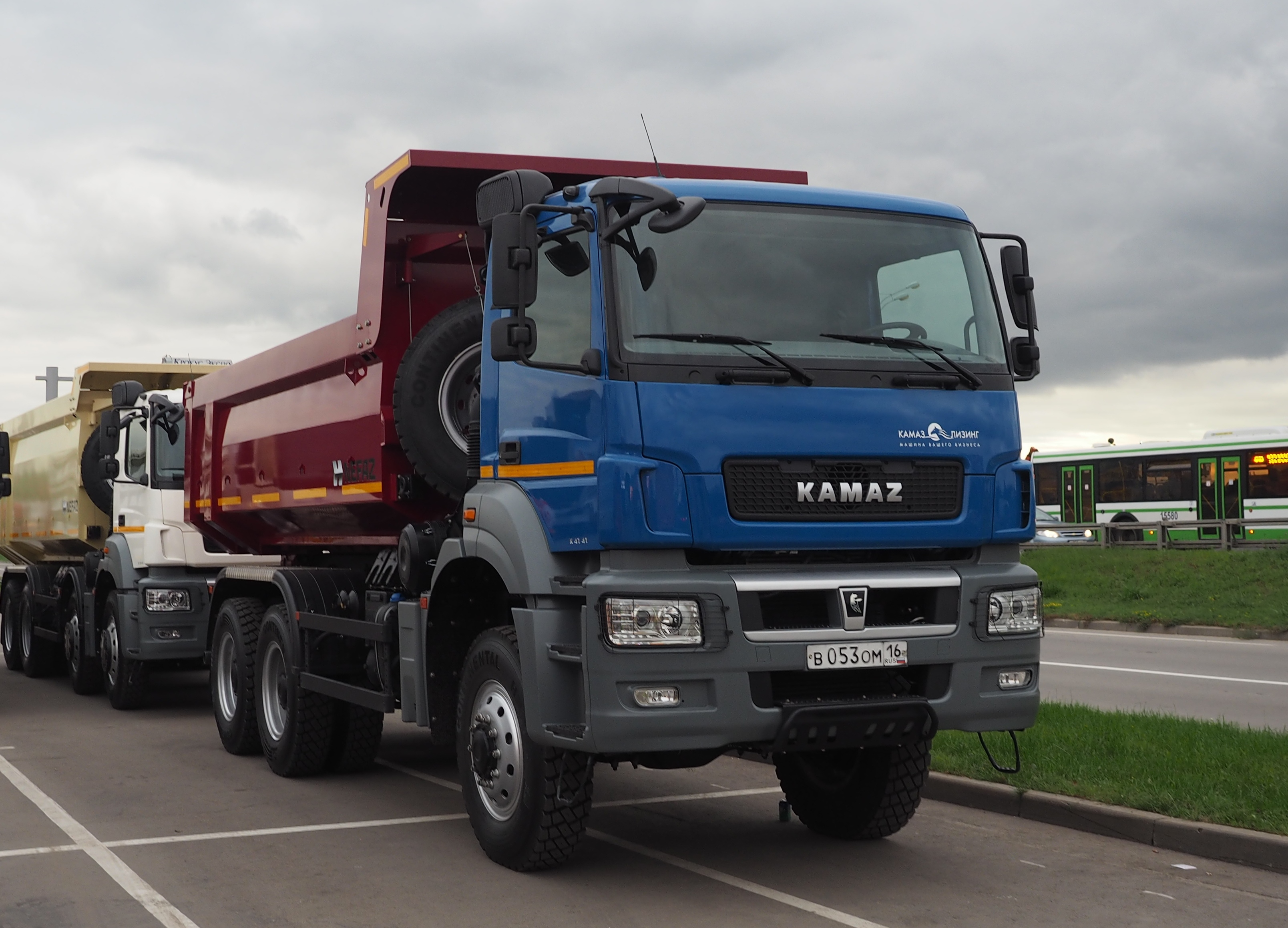
KamAZ-65802

- Седельный тягач КамАЗ-65206 с допустимой нагрузкой на седло 16,6 тонны.
- Бортовой грузовик КамАЗ-65207 грузоподъёмностью 15 т, способный буксировать 14-тонный прицеп.
- Шасси КамАЗ-65208 с колёсной формулой 6×2 и задней подъёмной осью.
- Седельный тягач КамАЗ-65209 с колёсной формулой 6х2 и задней подъёмной осью.
- Самосвал КамАЗ-6580 с колёсной формулой 6×4.
- Самосвал КамАЗ-65801 с колёсной формулой 8×4.
- Самосвал КамАЗ-65802 с колёсной формулой 6×6 (выпуск планировался в 2016 году, но из-за неудачной конструкции двигателя КамАЗ-740.75-440 выпуск был перенесён на 2017 год с двигателем Mercedes-Benz OM 457LA)
- Седельный тягач КамАЗ-65806 с колёсной формулой 6×4.

## Оценки и критика
Новая модель вызвала живой интерес, так ещё летом 2013 года — до начал выпуска модели, фоторепортаж с тест-драйва вошёл в Топ-25 «Живого Журнала»
Из-за кабины от Mercedes-Benz Axor и использования комплектующих Daimler, журналисты назвали модель «скрытным мерседесом», а журнал «Авторевю», назвал КамАЗ-5490 «камазомерседесом», при этом обратив внимание, что на выставке в Москве «КомТранс-2013» в день для прессы на рулях экспонируемых моделей был след от мерседесовской звезды, а к открытию выставки уже установлена эмблема КамАЗа.